# Acquapendente
Acquapendente là một thành phố thuộc tỉnh Viterbo, vùng Lazio (Italia). Acquapendente là một trung tâm sản xuất nông nghiệp với các sản phẩm ra và rượu nho, gốm sứ.
Acquapendente là nơi sinh của Hieronymus Fabricius.

## Các công trình nổi bật
- Nhà thờ San Sepolcro (1149).
- Tháp canh, tàn tích của một lâu đài.
- Nhà thờ St. Augustine (thế kỷ 16)
- Nhà thờ St. Francis.
- Lâu đài Torre Alfina.
- Lâu đài Trevinano (nổi tiếng từthế kỷ 12).
- Khu bảo tồn thiên nhiên Monte Rufeno, 2 km về phía bắc thành phố, tại độ cao 748 m.